# Esguince de muñeca
 Muñeca abierta  o un  esguince de muñeca, es un tipo de síndrome que impide que el paciente pueda hacer fuerza con la mano a causa de un dolor intenso en la muñeca, a veces, el dolor puede llegar a ser muy fuerte, cuando se intenta hacer fuerza. Normalmente es causado por un esfuerzo excesivo aplicado sobre la muñeca, como es el caso que le puede pasar a un levantador de pesos, a un atleta en general, o incluso a un Bricoleur.

## Remedios y causas
- Si no hay inflamación, el uso de algún tipo de ortesis o incluso una muñequera reforzada puede ser recomendable.[1]

Puede ser causado por un extenso número de diferentes trastornos, como por ejemplo:
- Fractura de muñeca o esguince de muñeca
- Síndrome del túnel carpiano
- Enfermedad de Kienböck
- Atrapamiento del nervio cubital, a veces debido a las anormalidades de la muñeca o del codo, como el síndrome del canal de Guyon o síndrome del túnel cubital